# Jelena Arkagyjevna Najmusina
Jelena Arkagyjevna Najmusina, oroszul: Елена Аркадьевна Наймушина (Aszkiz, 1964. november 19. – Moszkva, 2017. március 14.) olimpiai bajnok szovjet-orosz tornász.

## Pályafutása
Az 1979-es Fort Worth-i világbajnokságon és az 1980-as moszkvai olimpián aranyérmet szerzett csapat tagja volt.
1981-ben vonult vissza az aktív sportolástól. Első férje egy lett kerékpárversenyző volt, akit még 1980-ban ismert meg. Két fiuk és egy lányuk született. Később elvált és visszaköltözött Oroszországba. Második férje Szergej Grigorjev tornászedző volt, akivel Tulában élt, ahol gyerekeknek tartottak tornaedzéseket.

## Sikerei, díjai
- Olimpiai játékok
  - aranyérmes: 1980, Moszkva – csapat
- Világbajnokság
  - aranyérmes: 1979, Fort Worth – csapat